# Season of Mist
Season of Mist je nezávislé francouzské hudební vydavatelství založené v roce 1996 redaktorem metalového fanzinu Michaelem S. Berberianem ve městě Marseille. Zprvu vydávalo zejména blackmetalová, deathmetalová a paganmetalová alba, později rozšířilo svůj repertoár o avantgarde metal, gothic metal a punk rock. Firma má pobočku i ve Spojených státech amerických, konkrétně ve Filafelfii.
Na vydaných nahrávkách používá katalogová čísla se zkratkou SOM.

## Kapely
Seznam vybraných kapel, jejichž desky vyšly u Season of Mist:
- ...and Oceans
- 1349
- Abbath
- Agressor
- Anaal Nathrakh
- Anata
- Ancient Rites
- Anorexia Nervosa
- Archspire
- Arckanum
- Arcturus
- Atheist[1]
- Árstíðir
- Bethzaida
- Bloodthorn
- Brutal Truth[1]
- Carpathian Forest
- Confessor
- Cultus Sanguine
- Deathspell Omega
- Deströyer 666[1]
- Drudkh
- Gorguts
- Gronibard
- Hell Militia
- Inquisition
- Mayhem[1]
- Necrophagia
- Nightfall
- Nocturnus
- Rotten Sound
- Rotting Christ
- Septicflesh
- Seth
- Tsjuder
- Watain